# 納坦·羅伯茨
納坦·羅伯茨（英語：Nathan Roberts；1986年2月17日—）是一位澳大利亞排球運動員。他在中學時就已經開始打排球，效力過多個國家的排球的俱樂部。他代表澳大利亞國家男子排球隊參賽，參加了2012年倫敦奧運會的排球比賽。